# Beiratia
Beiratia là một chi bọ cánh cứng trong họ Chrysomelidae.
Chi này được Jacoby miêu tả khoa học năm 1906.

## Các loài
Các loài trong chi này gồm:
- Beiratia inornata Jacoby, 1906
- Beiratia pusilla Weise, 1909